# Hvozdnica
Hvozdnica – wieś i gmina (obec) w powiecie Bytča, kraju żylińskim, w północnej Słowacji. Pierwsza pisemna wzmianka o wsi pochodzi z 1250 roku.